# Hurrikán (film, 1999)
A Hurrikán (eredeti cím: The Hurricane) 1999-ben bemutatott, színes, Oscar-díjra jelölt amerikai életrajzi film Norman Jewison rendezésében. A film Rubin Carter bokszoló életét mutatja be, akit életfogytiglani börtönbüntetésre ítéltek hármas gyilkosságért, amit nem ő követett el és majdnem 20 évet töltött rács mögött ártatlanul.
A filmet a Toronto-i Film Fesztiválon mutatták be 1999. szeptember 17-én. A Berlini Filmesztiválon 2000. február 17-én vetítették.

## Szereplők
| Karakter                     | Színész                | Magyar hang          |
| ---------------------------- | ---------------------- | -------------------- |
| Rubin 'Hurrikán' Carter      | Denzel Washington      | Reviczky Gábor       |
| Lesra Martin                 | Vicellous Reon Shannon | Simonyi Balázs       |
| Lisa Peters                  | Deborah Kara Unger     | Kocsis Mariann       |
| Sam Chaiton                  | Liev Schreiber         | Szabó Sipos Barnabás |
| Terry Swinton                | John Hannah            | Jakab Csaba          |
| Della Pesca nyomozó          | Dan Hedaya             | Orosz István         |
| Mae Thelma Carter            | Debbi Morgan           | Bognár Gyöngyvér     |
| Jimmy Williams hadnagy       | Clancy Brown           | Epres Attila         |
| Myron Bedlock                | David Paymer           | Németh Gábor         |
| Leon Friedman                | Harris Yulin           | Kardos Gábor         |
| Sarokin bíró                 | Rod Steiger            | Dobránszky Zoltán    |
| Mobutu                       | Badja Djola            | Bata János           |
| Alfred Bello                 | Vincent Pastore        | Zágoni Zsolt         |
| A rahway-i börtön igazgatója | Al Waxman              | Cs. Németh Lajos     |
| Bírósági ügyész              | David Lansbury         | Juhász György        |
| John Artis                   | Garland Whitt          | Welker Gábor         |
| Earl Martin                  | Chuck Cooper           | Varga Tamás          |
| Alma Martin                  | Brenda Denmark         | Némedi Mari          |
| Jean Wahl                    | Marcia Bennett         | Bókai Mária          |
| Louise Cockersham            | Beatrice Winde         | Illyés Mari          |
| Rubin Carter gyerekként      | Mitchell Taylor, Jr.   | Bíró Attila          |
| Rizzoli bíró                 | Bill Raymond           | Katona Zoltán        |
| Larner bíró                  | Merwin Goldsmith       | Breyer László        |

## Történet
A fekete bőrű Rubin Carter, akit mindenki csak Hurrikánnak becézett, a középsúly egyik kedvence volt a hatvanas évek elején. A bokszkarrierjét azonban kettétörte, hogy egy gyilkossági ügybe keveredett. A bíróság életfogytiglani börtönre ítélte az ártatlan férfit. A rácsok mögött Hurrikán megírta az önéletrajzát. Évekkel később a könyve Lesra Martin kezébe került. Mivel meg volt győződve az ártatlanságáról, Martin felkarolta az ügyét, és kampányt indított a szabadon bocsátásáért. Carter kezdetben vonakodva fogadta a segítséget, hogy azután újult erővel harcoljon az igazáért.

## Díjak
Berlini Nemzetközi Filmfesztivál (2000)
- díj: legjobb férfi főszereplő: Denzel Washington
- díj: A Német Művészmozik Szervezetének díja: Norman Jewison

Golden Globe-díj (2000)
- díj: legjobb színész – drámai kategória: Denzel Washington
- díj: legjobb rendező jelölés: Norman Jewison

Oscar-díj (2000)
- díj: legjobb férfi főszereplő jelölés: Denzel Washington